# Сигел (Илиноис)
Сигел (енгл. Sigel) град је у америчкој савезној држави Илиноис. По попису становништва из 2010. у њему је живело 373 становника.

## Демографија
Према попису становништва из 2010. у граду је живело 373 становника, што је 13 (3,4%) становника мање него 2000. године.
| Група             | 2000.       | 2010.       |
| Белци             | 378 (97,9%) | 362 (97,1%) |
| Афроамериканци    | 0 (0,0%)    | 5 (1,3%)    |
| Азијати           | 0 (0,0%)    | 1 (0,3%)    |
| Хиспаноамериканци | 7 (1,8%)    | 3 (0,8%)    |
| Укупно            | 386         | 373         |